# We Interrupt This Program
We Interrupt This Program is de achttiende aflevering van het zevende seizoen van het tienerdrama Beverly Hills, 90210, die voor het eerst werd uitgezonden op 5 februari 1997.

## Verhaal
Donna komt weer terug naar huis nadat ze een paar dagen bij haar ouders heeft gelogeerd. Ze wil ook weer gaan werken bij de televisiestudio als weervrouw. Bij de televisiestudio zijn ze blij dat ze weer terugkomt en stellen voor om net te doen als ze nooit is weggeweest. Als Donna weer in de studio is, heet Evan haar welkom, maar Rusty doet lelijk tegen haar, vooral omdat hij stevig ondervraagd is door de politie. Evan komt voor haar op en eist dat Rusty de studio verlaat. Evan wil Donna op haar gemak stellen en streelt haar. Ze is hiervan niet gediend en dan blijkt ineens dat hij degene is die Donna gestalkt heeft de laatste tijd. Donna waarschuwt Brandon en Brandon wil dan de beveiliging bellen. Maar zover komt hij niet, want Evan trekt een pistool en eist dat iedereen op de vloer gaat liggen en Brandon moet naar de regiekamer omdat Evan live wil uitzenden. Zodoende is dan te zien op tv dat Evan Donna heeft gegijzeld. Kelly ziet dit en wil David inlichten, maar dat lukt niet en Kelly krijgt zijn antwoordapparaat.
Evan wil dat Donna nu bekend dat zij een relatie hebben en dat Donna hem aan het lijntje heeft gehouden. Brandon probeert ondertussen stiekem de politie te bellen. Dit lukt maar Evan ontdekt dit en eist dat hij ophangt. Maar de politie is nu ingelicht en het arrestatieteam is gearriveerd. Ze zijn druk aan het denken hoe ze de gijzeling kunnen stoppen. Donna is ook aan het bedenken hoe ze hieruit kan komen en besluit Evan te vleien en zo zijn vertrouwen te winnen. Op een gegeven moment zegt ze hem dat ze van hem houdt en dat ze hem wil kussen. Ze gaan kussen en op dat moment laat Evan zijn pistool los dat Donna dan meteen wegschopt. Nu stormt het arrestatieteam binnen en overmeestert Evan. Iedereen komt ongedeerd uit de gijzeling en Donna is blij dat het nu echt afgelopen is.
Een meisje dat in een achtergrondkoor zingt vraagt aan David of hij haar kan helpen met haar carrière. David wil wel helpen maar weet niet dat zij meer wil dan hulp, zij wil een relatie met David. Als Donna hem belt dan is Chloe bij hem thuis, Donna krijgt het gevoel dat hij haar afpoeiert.
Steve, Clare, Milton en Samantha zitten samen in een restaurant te eten in een dubbel afspraakje. Het wordt al snel duidelijk dat Clare dit niet zo leuk vindt en ze doet er alles aan om Milton en Samantha uit elkaar te drijven. Later beseft Clare dat ze dit doet uit jaloersheid en ze besluit dat haar vader en Samantha elkaar mogen blijven zien.
Valerie is niet blij met de relatie tussen Tom en Kelly en maakt hem dat ook duidelijk. Tom neemt ontslag en gaat naar Kelly. Hij vraagt Kelly of zij een relatie met hem wil om Valerie te treiteren. Kelly zegt dat ze echt iets voor hem voelt.

## Rolverdeling
- Jason Priestley - Brandon Walsh
- Jennie Garth - Kelly Taylor
- Ian Ziering - Steve Sanders
- Brian Austin Green - David Silver
- Tori Spelling - Donna Martin
- Tiffani Thiessen - Valerie Malone
- Joe E. Tata - Nat Bussichio
- Kathleen Robertson - Clare Arnold
- Jill Novick - Tracy Gaylian
- Nicholas Pryor - Milton Arnold
- Christine Belford - Samantha Sanders
- Kane Picoy - Tom Miller
- Trevor Edmond - Evan Potter